# Quatuor à cordes no 2 de Novák
Pour les articles homonymes, voir Quatuor à cordes no 2.
Le Quatuor à cordes no 2 en ré majeur opus 35 est un quatuor pour deux violons, alto et violoncelle de Vítězslav Novák. Composé en 1905, il est créé le 10 novembre 1905 par le Quatuor Herold à Berlin.

## Structure
1. Fugue en ré majeur: Largo misterioso
2. Fantaisie: Allegro passionato ma non troppo presto - Quasi scherzo - Allegro moderato, ben ritmico

La durée d'exécution est d'environ vingt-six minutes.